# Beredskapssedlar i Sverige
Särskilda beredskapssedlar förekom i Sverige under efterkrigstiden.

## Historia
Syftet med beredskapssedlarna var att de skulle kunna användas i händelse av krig, då ett lands ekonomi lätt kan bli instabil på grund av förfalskade sedlar. Sveriges riksbank beslutade därför 1951 att trycka upp de särskilda beredskapssedlarna, vilket skedde mellan 1952 och 1953 då 124 miljoner sedlar i valörerna 5, 10, 50 och 100 kronor, till ett sammanlagt värde av 4,3 miljarder kronor, trycktes i hemlighet vid De La Rues sedeltryckeri i London. Tillförordnade utrikesministern Dag Hammarskjöld godkände projektet. Sedlarna placerades i bergrum på olika platser i Sverige, dock inte i Göteborg eller Malmö, eftersom ett eventuellt sovjetiskt anfall befarades komma den vägen. Dessutom sparades tryckplåtarna, för att göra det möjligt att vid behov trycka fler sedlar. Sedlarna gavs en mycket enkel utformning, för att det skulle vara lättare att trycka fler av dem under knappa omständigheter.
Den tekniska utvecklingen under 1900-talets senare decennier gjorde att beredskapssedlarna, som saknade vattenmärke och metalltråd, blev alldeles för lätta att förfalska. Därför förstördes de flesta av sedlarna år 1982, och vid 1980-talets mitt förberedde riksbanken nya beredskapssedlar genom att hålla särskilt papper i lager för ändamålet. Efter Sovjetunionens fall 1991 förändrades dock den världspolitiska bilden, och risken att Sverige skulle dras in i ett krig minskade. Därför beslutade riksbanken 1994 att avveckla projektet med beredskapssedlarna. Hela projektet var då fortfarande hemligt och sekretessbelagt, och bara ett fåtal insatta kände till det.
År 2004 stängde riksbanken sitt kassakontor i Stockholm, varvid chefen för Kungliga Myntkabinettet, numismatikern Ian Wiséhn, kontaktades eftersom banken ville skänka en del minnesmynt, som annars skulle ha smälts ned, till museet. Då Wiséhn besökte kontoret för att välja ut de mynt museet var intresserade av upptäckte han av en slump en säck med påskriften "beredskapssedlar", och begärde att denna skulle öppnas. Den innehöll beredskapssedlar i valörerna 5, 10 och 100 kronor, som har bevarats åt eftervärlden. Inga exemplar av sedeln med valören 50 kronor finns bevarade.
I februari 2012 öppnade Myntkabinettet en utställning om beredskapssedlarna.

## Sedlarnas utformning
| Valör (kronor) | Motiv, framsida  | Motiv, baksida                 |
| -------------- | ---------------- | ------------------------------ |
| 5              | Esaias Tegnér    | Slottet Tre Kronor i medaljong |
| 10             | Axel Oxenstierna | Lilla riksvapnet med lagerblad |
| 50             |                  |                                |
| 100            | Carl von Linné   | Stora riksvapnet i medaljong   |